# Паго Паго
Паго Паго (на английски: Pago Pago, произнася се ˈpɑŋo ˈpɑŋo) е административен център на Източна Самоа - владение на САЩ, включващо група острови в източната част на Архипелаг Самоа.
Намира се в Тихия океан, на остров Татуила. Населението наброява около 11 500 души (2000), предимно коренни жители и европейци.
От 1899 г. цялата група острови е владение на САЩ. Височина 3 м над морското равнище.
Морско пристанище, износ главно на копра и консерви с риба тон. Рибоконсервни предприятия.
Има голяма военноморска база на САЩ.

## История
От 1878 до 1951 г. в района се добиват въглища, там се намира и ремонтна база на Военноморските сили на САЩ, известна като Военноморско пристанище Тутуила.
През януари 1942 г. пристанището на Паго Паго е бомбардирано от японска подводница, но това остава единственото военно действие на острова по време на Втората световна война.
На 29 септември 2009 г. земетресение, случило се в Тихия океан, предизвиква вълни цунами, които се разбиват в Паго Паго и околностите му. Нанесени са щети на сградите, превозните средства и е причинена смъртта на неизвестен брой хора.

## География
Селището се намира на остров Тутуила. Паго Паго е едно от множеството селища, образуващи Градска агломерация Паго Паго, като пристанището е разположено в най-източната част на залива.
Името Паго Паго се възприема не само като име на града, но и като такова на целия пристанищен район и намиращите се в него селища.
Пристанището и парламентът, наречен Фоно, се намират във Фагатого (съседно на Паго Паго селище). Фагатого се разполага по южния бряг на дългото пристанище. Известният хотел Rainmaker (вече закрит) се намира в Утуле'и (на южния бряг), а консервните фабрики за риба тон, осигуряващи работни места за една трета от населението на о. Тутуила- в Ату'у (на северния бряг на пристанището). Препоръчва се да се избягва консумацията на риба и морски дарове, уловени в района на пристанището, тъй като те са замърсени с тежки метали и други замърсители.

## Климат
Климатът в Паго Паго е влажен тропичен. От май до септември-октомври е местната зима. Средната годишна температура е +26 °C. „Най-студеният“ месец в годината е юли, когато средната месечна температура е около +25 °C. Средната месечна температура през януари и февруари е +27 °C. Температурата на морската вода рядко пада под +24 °C. Средното количество на валежите е 3000 mm на година, като най-обилни са в периода от декември до април.

### Библиотеки
В Паго Паго се намира обществената библиотека Feleti Barstow, която е разрушена от тропически циклон през 1991 г. През 2000 г. библиотеката отново отваря врати.

### Музеи
Музеят Джин П. Хейдон разкрива факти за историята, културата и природата на Самоа. Сред експонатите са облекло, предмети на изкуството, керамика. Изложени са и артефакти от Втората световна война.
Музеят носи името на съпругата на откривателя, събрал и предоставил голяма част от експонатите.